# Musikalische Akademie des Bayerischen Staatsorchesters
Die Musikalische Akademie des Bayerischen Staatsorchesters e. V. ist ein Orchester, das sich aus Mitgliedern des Bayerischen Staatsorchesters zusammensetzt. Es versteht seinen Auftrag in der Vermittlung sinfonischer Musik in breite Schichten der Gesellschaft.

## Geschichte
Die Akademie wurde im Jahr 1811 von elf Musikern des Bayerischen Königlichen Hoforchesters zum Zweck der Veranstaltung abonnierter Konzerte gegründet. Zu den Gründungsmitgliedern zählten die Gebrüder Philipp und Joseph Moralt sowie Ferdinand Fränzl.
Als erster Aufführungsort diente der Redoutensaal in der Prannerstraße in München. Ab 1818 wurden die Akademiekonzerte im neu erbauten Hof- und Nationaltheater abgehalten. Nach dessen Brand 1823 wurden sie in das Residenztheater verlegt. 1826 ließ König Ludwig I. von Klenze einen Konzertsaal mit etwa 1500 Plätzen – Odeon genannt – erbauen, um dort die Konzerte der Musikalischen Akademie aufführen zu lassen. Das erste Konzert fand dort am 10. März 1828 statt.
Zunächst stießen die Konzerte nur auf geringe Resonanz. Dies verbesserte sich mit der Gewinnung des Dirigenten Franz Lachner. Dieser hatte anfänglich ebenso Schwierigkeiten, ein Konzertpublikum zu gewinnen und gab die Leitung des Orchesters 1837 sogar wieder ab. Der Erfolg stellte sich erst ein, als er sich überreden ließ, am 1. November 1839 Haydns Schöpfung zu dirigieren. Ab dieser Aufführung nahmen die Konzerte der Akademie einen großen Aufschwung. Von 1847 an durfte die Akademie den Odeonssaal mietfrei benutzen. Jährlich fanden nun dort 8 Abonnementkonzerte und gelegentliche Sonderkonzerte statt. Bis zu seiner Zerstörung am 25. April 1945 stand das Odeon der Akademie als Aufführungsort zur Verfügung.
Dem Orchester standen im Laufe seiner Geschichte Hans von Bülow, Hermann Levi und Richard Strauss vor. Die Liste seiner Direktoren ist identisch mit der des Bayerischen Staatsorchesters.

## Gegenwart
Durch Überreichung eines Ehrenrings am 28. Juli 2006 ernannte das Bayerische Staatsorchester den scheidenden Generalmusikdirektor Zubin Mehta zum Ehrenmitglied der Musikalischen Akademie.
Von Oktober bis Dezember 2011 feierte die Musikalischen Akademie mit einigen Konzerten ihr 200-jähriges Bestehen. In diesem Rahmen trat auch das im selben Jahr aus seinen Reihen gegründete „Kammerorchester des Bayerischen Staatsorchesters“ zum ersten (und bislang letzten) Mal in Erscheinung.